# Funken (Zeitschrift)
Funken war eine linkssozialistische deutsche Zeitschrift, die von 1950 bis 1959 in Ulm erschien. Sie trug den Untertitel Aussprachehefte für internationale sozialistische Politik. Gründer und Herausgeber waren Erna Blomeyer, Fritz Opel und Fritz Lamm, der auch Beiträge unter den Pseudonymen Thomas Münzer und Rudolf Ketzer publizierte.

## Entwicklung, Positionen
Gemeinsam mit einem Kreis Gleichgesinnter gab Lamm seit 1949 die Thomas-Münzer-Briefe heraus, die als Rundbrief per Post an einige hundert Adressen versandt wurden. Daraus und kurzzeitig in Fusion mit der rätekommunistischen Zeitschrift Neues Beginnen entstand 1950 die Monatsschrift Funken. Anfangs wurde die Zeitschrift abwechselnd von den Redaktionen in Ulm und Berlin erstellt, doch schon Ende des Jahres scheiterte die Zusammenarbeit. Die Neues-Beginnen-Gruppe um Alfred Weiland strebte ein taktisches Bündnis mit den West-Alliierten an und wollte mit einem „antibolschewistischen Kampfblatt“ destruktiv nach Ostdeutschland hineinwirken. Lamm wollte dagegen ein „Ausspracheblatt“ der westdeutschen Linken und insbesondere den linken Flügel der SPD erreichen.
In der ersten Hälfte der 1950er Jahre wirkte die Zeitschrift als eine Art „Sammelstelle aller gegen die Bindung an eine der Besatzungsmächte gerichteten Kräfte“. Ihre Hauptthemen waren Wiederbewaffnung, Restauration durch die Adenauer-Regierung und Kritik an der Entwicklung der SPD. Jürgen Seifert stellte nach Durchsicht der Ausgaben der Zeitschrift fest, dass die Kritik der kapitalistischen Produktionsweise für die „Funken“ das Kernstück der Argumentation ist. Keine Bedrohung durch Krieg und auch die Gefahr der Selbstvernichtung der Menschheit lässt für den Kreis der „Funken“ Zweifel daran aufkommen, dass die Überwindung der kapitalistischen Produktionsweise die eigentliche Aufgabe ist. Als Autoren waren namhafte Linkssozialisten der Adenauer-Zeit vertreten, darunter: Wolfgang Abendroth, Ruth Fischer, Willy Huhn, Henry JacobyLeo Kofler, Heinz Abosch.
Nach dem SPD-Parteitag von 1959, der das Godesberger Programm verabschiedet hatte, womit allen sozialistischen Neuordnungsbeschlüssen eine Absage erteilt worden war, wurde die Zeitschrift Funken eingestellt.